# Johann Stangl
Johann Stangl (* 3. Juli 1923 in Augsburg; † 9. Mai 1988 ebenda) war ein deutscher Mykologe.
Sein botanisch-mykologisches Autorenkürzel lautet „Stangl“.

## Leben
Johann Stangl absolvierte von 1937 bis 1940 eine Schlosserlehre und war anschließend bis zu seiner Verwundung 1944, die eine bleibende Behinderung zur Folge hatte, Soldat. Ab 1946 arbeitete er bei den Stadtwerken Augsburg zunächst als technischer Zeichner und war zuletzt bis zu seiner Pensionierung 1983 Betriebsinspektor.

## Werk
Neben seiner Berufstätigkeit war Stangl ein anerkannter Mykologe, wobei er sich die Kenntnisse der Pilze autodidaktisch angeeignet hat.
Stangls Spezialgebiet waren die Großpilze mit dem Schwerpunkt auf der Gattung Inocybe. Dabei hat er neben pilzfloristischen Studien verschiedener Gebiete auch die Systematik dieser Gattung bearbeitet und dabei eine Reihe von Arten abgegrenzt und taxonomisch geklärt und eine Reihe Sippen erstmals beschrieben und benannt. Mit seinen Arbeiten wurde Stangl zum international anerkannten Mykologen, nach dem eine Reihe von Pilzen benannt wurden, so Inocybe stangliana, Squamanita stangliana oder Coprinus stanglianus, und dem renommierte Mykologen wie Hanns Kreisel, Bruno Cetto oder Rolf Singer Beiträge gewidmet haben. Zeugnis für seine internationale Anerkennung sind seine Veröffentlichungen im Ausland, so beispielsweise in der tschechischen Zeitschrift für Mykologie.
Stangl hat die Pilze nicht nur gesammelt und mikroskopisch bestimmt, sondern auch vielfach mit Mikrozeichnungen versehen und aquarelliert. Eine weitere Leistung von Stangl ist die Revision des Herbars von Max Britzelmayr, der im 19. Jahrhundert die Mykoflora der Umgebung von Augsburg bearbeitet hat.
Seine Belege werden im Staatsherbarium München aufbewahrt und bilden einen wichtigen Bestandteil der dortigen Sammlungen.

## Veröffentlichungen
Neben 40 kleineren Publikationen ist seine Publikation Die Gattung Inocybe in Bayern von 1989 als sein Hauptwerk zu bezeichnen.